# Desiree Ellis
Pour les articles homonymes, voir Ellis.
Desiree Ellis, née le 14 mars 1963 à Salt River, est une joueuse puis entraîneuse de football sud-africaine. Elle évolue au poste de milieu de terrain dans divers clubs sud-africains ainsi qu'en équipe nationale de football féminine d'Afrique du Sud. Elle est sélectionneur de cette équipe depuis 2016.

## Carrière

### Carrière de club
Ellis Desiree rejoint l'Athlone Celtic en 1978, y restant jusqu'à la dissolution du club en 1984. Elle rejoint ensuite Wynberg St Johns pour une saison avant qu'elle ne fonde avec ses coéquipières leur propre club, le Joyces United, in 1986.
En 1988, Desiree Ellis joue pour une année au Moonlighters FC puis fonde un autre nouveau club, St Albans. En 1990, elle retourne au Joyces United, devenu Saban United. Elle rejoint ensuite le Cape Town Spurs qui fusionnera avec les Seven Stars pour devenir l'Ajax Cape Town. Elle fonde alors le Spurs Women’s Football Club.

### Carrière internationale
Ellis participe à des essais avec l’équipe nationale et dispute le premier match officiel international de l'équipe d'Afrique du Sud féminine, le 30 mai 1993 à l'âge de 30 ans, contre le Swaziland, remportant le match sur le très large score de 14-0. Elle inscrit un triplé lors de cette rencontre. Elle devient capitaine de la sélection l'année suivante. Elle dispute le Championnat d'Afrique féminin 1995 qui fait office d'éliminatoires de la Coupe du monde 1995, échouant en finale contre le Nigeria. Elle est également finaliste du Championnat d'Afrique féminin 2000 organisé en Afrique du Sud. 
En 2000, Ellis est nommée aux côtés de Mercy Akide et de Florence Omagbemi pour le titre de footballeuse africaine de l'année. Elle mène également la sélection à la victoire en 2002 au Championnat féminin du COSAFA. Elle prend sa retraite en avril 2002 à l'âge de 38 ans, avec un total de 32 sélections

### Carrière de sélectionneur
Desiree Ellis assure l'intérim en tant que sélectionneur de l'équipe d'Afrique du Sud après les Jeux olympiques d'été de 2016. Elle termine quatrième de la Coupe d'Afrique des nations féminine 2016 et remporte le Championnat féminin du COSAFA en 2017. Le 22 février 2018, son statut de sélectionneur devient permanent. La même année, elle est finaliste de la Coupe d'Afrique des nations et le Championnat du COSAFA.

## Palmarès

### Joueur
- Finaliste du championnat d'Afrique 1995 et du championnat d'Afrique 2000
- Vainqueur du championnat féminin du COSAFA 2002

### Sélectionneur
- Vainqueur de la Coupe d'Afrique des nations 2022
- Finaliste de la Coupe d'Afrique des nations 2018
- Vainqueur du championnat féminin du COSAFA 2017 et 2018
- Élue entraîneur de l'année d'une équipe féminine africaine en 2018[5], 2019, 2022[6] et 2023[7].